# 魏因道旁苏尔茨塔尔
魏因道旁苏尔茨塔尔是奥地利施蒂利亚州莱布尼茨县的一个市镇。总面积2.28平方公里，总人口154人，人口密度67.5人/平方公里（2005年）。